# 于建嵘
于建嵘（1962年9月1日—），男，湖南衡阳人，中国学者。其本科和研究生毕业于湖南师范大学，在湖南师范大学任教至2003年底；2001年7月毕业于华中师范大学中国农村问题研究中心，获法学博士学位。任中国社会科学院农村发展研究所教授，社会问题研究中心主任。曾在香港中文大学、香港浸会大学、美国哈佛大学进行过学术交流。已发表和出版过《中国工人阶级状况：安源实录》、《抗争性政治：中国政治社会学基本问题》等大量著述。
2010年10月，于建嵘与戴旭、郎咸平、郭一平、时寒冰、易宪容、张宏良、曹建海、孙锡良被30万网民自发推举、票选为“2010中国互联网九大风云人物”。

## 生平
本科就读于湖南师范大学，毕业后曾到衡阳日报当过记者，后又回校攻读研究生，并以博士学位2001年毕业于华中师范大学中国农村问题研究中心，同年9月进入中国社会科学院从事管理学博士后研究。现为中国社会科学院农村发展研究所研究员、社会问题研究中心主任。
2013年9月中旬，在网络上拥有178万多名粉丝的知名学者于建嵘宣布到偏远的贵州省一乡村当村长助理，被一些网民解读为“自我流放”，目的是躲避官方打击网络大V的风头；自2013年8月以来，已经有薛蛮子等多名网络大V（意见领袖）被中共官方以一些罪名（如嫖娼、造谣、扰乱社会秩序等）拘留逮捕。

## 成就
于建嵘研究大陆社会问题多年，在学术界很有声望。在新浪微博开通實名微博后，其关注的社会问题也往往会成为社会的关注点。常常给大陆官员演讲，演讲风趣幽默，尤其还说着带有衡阳口音的普通话。其著作颇丰，有《抗争性政治：中国政治社会学基本问题》、《底层立场》、《声音博动中国》、《岳村政治——转型期中国乡村政治结构的变迁》、《漂移的社会-农民工张全收和他的事业》、《中国工人阶级状况：安源实录》和《中国当代农民的维权抗争：湖南衡阳考察》等书。
2010年12月，与郎咸平、时寒冰、戴旭、郭一平、张宏良等九人被30多万网民推举为2010中国互联网九大风云人物。

### 隨手拍系列與網上公益行動
于建嵘于2011年1月25日在新浪微博建立“随手拍照解救乞讨儿童”的微博账户，迅速引起社会各界关注。往後在微博上發起一系列“隨手拍”把照片放到微博上的行動引發社會與輿論討論，諸如2012年下半年的“隨手拍豪車”引發國防部在2013年5月全面更換軍隊車牌以維護社會形象。于建嵘因一系列“隨手拍”行動與微博上發起之公益行動如“随手送书下乡系列”、“網友為露宿街头者捐助衣物”、“随手拍和父母合影”等等，在2012年10月獲美國華爾街日報“中國創新人物獎”慈善類獎項。

## 轶事
1989年时，于建嵘曾在家乡湖南衡阳市政府做秘书，因帮助一位参与六四事件的同学避难而遭到国家安全部门的审查。其一怒之下决定辞职下海经商，不过之后又“洗脚”放弃经商并考取了华中师范大学的博士学位。